# 上総介兼重
上総介 兼重（かずさのすけ かねしげ）は、江戸時代寛文期頃の武蔵国の刀工。和泉守兼重の子（弟子とも）。俗名は辻助右衛門。

新刀上作にして良業物。ここでは師匠である和泉守兼重を中軸に説明する。

## 概要
- 和泉守兼重の師伝は明らかではないが『古今鍛冶備考』では越前出身[1][要ページ番号]という。和泉守兼重の作刀が数少ない一方、上総介兼重が比較的多く遺されていることから、近年まで『同一人物で、仕官先の藤堂和泉守に憚って上総介へと名乗りを変えた』とされていた。しかしながら、寛文七年期（1667年）の上総介兼重と江戸三代康継との合作刀に「四十三歳」の銘があり、和泉守兼重の最初期の年期銘が「寛永二年（1625年）」（＝上総介兼重が二歳）であることから同人説論争に終止符が打たれた。
- 和泉守兼重の作刀には、試刀家である山野加右衛門永久、山野勘十郎久英親子による金象嵌試し銘が多く残されている。試し銘を継続的に作刀に施した第一人者である。和泉守兼重の地鉄の鍛えは強く、地、刃、茎仕立て、姿の特徴から虎徹（長曽祢興里）の師匠と目されている。また、金象嵌試し銘が多く残っている大和守安定、法城寺正弘、会津の三善長道等には和泉守兼重の鍛えの特徴が見られ、直接もしくは、虎徹や上総介兼重、山野家を通じて、和泉守兼重の鍛刀技術が伝播したと見られている。

## 作風の特徴
- 造り込み - 脇差、2尺3寸前後の刀が多い。和泉守兼重には反り少なく先身幅がある寛永新刀姿が見られ、上総介兼重には先身幅の少ない寛文新刀姿が多い。
- 地鉄 - よく鍛えられた小杢目肌で肌立ちごころ。細かな地沸がよくつき明るく冴える。鎬地柾がかる。和泉守兼重には地斑や沸映りが見られるものがある。
- 刃文 - 焼き幅広く湾れに互の目を交え沸匂い深く、沸足入り、砂流し、金筋交え冴える。和泉守兼重には、江戸焼き出しに浅い直ぐ湾れ刃となり、小沸出来で匂い口が特に深くなる作を見る。上総介兼重には、虎徹とほぼ同様の作を見るが砂流しが目立つ。帽子は直ぐに小丸下がり。和泉守兼重には三品帽子風にやや湾れた帽子を見る。
- 茎 - やや長めで先細り、刃上がり栗尻となる。鑢目は磨り出しが切りで、その下を筋違に突く。金象嵌試し銘が多い。

## 逸話
- 和泉守兼重が藤堂家のお抱え刀工になる際に宮本武蔵の口添えがあったと伝わっている。宮本武蔵の自作拵えとして名高い「武蔵拵え」の中身は、二尺七寸五分の和泉守藤原兼重銘の刀である。武蔵の形見分けの際、大小を養子の宮本伊織に送ったが、大刀は肥後に返され戦前まで熊本に所在した。現在行方不明。
- 新選組の藤堂平助の愛刀だったという。浪人身分であった藤堂平助が上総介兼重を愛刀として所持できたのは、伊勢津藩藤堂和泉守高猷の落胤だったからなどと諸説がある。